# Stade Stari plac
Stari Plac (litt. "Ancien terrain"), également souvent appelé Plinara Stadion (ou à tort dans certaines sources étrangères sous le nom de Plinada Stadion) est un stade de Split, en Croatie, utilisé à l'origine pour le football et plus tard principalement pour le rugby.
Il convient de noter que Šime Raunig a marqué le premier but à Stari Plac le 11 juin 1911, lors d'un match contre l'équipe locale du Calcio Spalato, tandis que le dernier but a eu lieu le 5 septembre 1979, lorsque Mišo Krstičević a marqué lors du derby en championnat contre le Dinamo Zagreb.
Avant la fondation de Hajduk, cette zone attenante à l'ancienne usine municipale de gaz, était utilisée exclusivement comme terrain d'exercice pour l'armée impériale autrichienne. La population locale l'a donc surnommé le Champ du Roi, "Krajeva njiva" en dialecte de Split.
Après autorisation des autorités à l'utiliser pour des activités sportives, peu de travaux ont été nécessaires pour convertir le terrain d’exercice militaire en un terrain de jeu de 100 mètres sur 60. Cependant, le côté long était d'Est en Ouest, ce qui représentait un obstacle important pour les joueurs de football en raison de la trajectoire du soleil. Le sol était également quelque peu pierreux, ce qui en faisait une surface dure et dangereuse pour quiconque tentait d'y jouer au football. Les sièges pour les spectateurs le long des bords Nord et Sud du terrain étaient constitués de fûts de bière surmontés de flancs. Cela a ensuite été « modernisé » en empruntant de véritables chaises aux restaurants, cafés et bars de la région – et même aux maisons privées.
Puis en 1923, le premier changement majeur fut apporté. Le champ a été réorienté de sorte que le côté long soit désormais du Nord au Sud, ce qui a finalement limité les effets de l'éblouissement du soleil. En outre, le terrain de jeu a été élargi à la taille la plus courante de 105 mètres sur 70. Mais le sol lui-même était tout aussi dur et pierreux qu’auparavant. La première tribune en bois a été érigée en 1926, pour commémorer l'occasion où Split accueillait un Sokolski slet (un rassemblement d'athlétisme de jeunes, populaire à l'époque). Cependant, un incendie l'a détruit la même année. Trois ans plus tard, une nouvelle tribune couverte en bois est construite, d'une capacité de 900 personnes, mais ceux-ci furent progressivement démolis durant la Seconde Guerre mondiale.
En 1949, alors que le pays commençait à se remettre de la guerre, des travaux à grande échelle sur le Stari Plac commencèrent. Bien qu'il n'y ait pas encore de terrain en herbe, un système de drainage a été installé et une tribune construite à l'ouest du terrain d'une capacité de 1400 places. Dix ans plus tard, le terrain sablonneux a été remplacé par de l'herbe, plus tard une nouvelle tribune a été construite sur le côté Est du terrain.
Le Stari Plac est resté dans cette forme jusqu'à ce qu'au déménagement du Hajduk à Poljud en 1979.
Il a accueilli un match entre la Yougoslavie et les Pays-Bas lors du tournoi des Eliminatoires du Championnat d'Europe de football 1972. 
Et en avril 2010, un match entre la Croatie affrontant les Pays-Bas lors du tournoi du Championnat européen des nations de rugby à XV 2008-2010. Stari plac est désormais le terrain du Rugby Club Nada Split.
En novembre 2009, les supporters de Hajduk ont regardé un match à domicile contre le Dinamo Zagreb sur grand écran à Stari Plac, plutôt que de voir le match à Poljud, pour protester contre le conseil d'administration du club.